# 6512 de Bergh
6512 de Bergh هو كويكب، يقع ضمن حزام الكويكبات. اكتشف في 21 سبتمبر 1987.

## روابط خارجية
- 6512 de Bergh في قاعدة بيانات مختبر الدفع النفاث لأجرام النظام الشمسي الصغيرة

- الاكتشاف · مخطط المدار ·  العناصر المدارية · المعلمات المادية

- 6512 de Bergh على موقع ويكي سكاي: DSS2, SDSS, GALEX, IRAS, Hydrogen α, X-Ray, Astrophoto, Sky Map, Articles and images